# Mahdi Mohammadi
Mahdi Mohammadi (pers. مهدی محمدی; ur. 30 kwietnia 1983) – irański zapaśnik w stylu klasycznym. Trzykrotny uczestnik mistrzostw świata, zajął trzynaste miejsce w 2009. Dwa brązowe medale na mistrzostwach Azji, w 2008 i 2010. Drugi w Pucharze Świata w 2007. Srebro na igrzyskach wojskowych w 2007 roku.